# Volta a Espanha de 1976
A 31ª edição da Vuelta decorreu entre 27 de abril a 16 de Maio de 1976 entre as localidades de Estepona e San Sebastián. A corrida foi composta por recorrido de 19 etapas, num total de mais de 3340 km, com uma média de 35,814 km/h.

## Equipas participantes
| Equipa                   | Chefe de filas    |
| Super Ser                | Agustín Tamames   |
| TI Raleigh               | Hennie Kuiper     |
| Novostil - Transmallorca | José Enrique Cima |
| Miko - Superia           | Maurizio Bellet   |
| KAS - Campagnolo         | Domingo Perurena  |

| Equipa            | Chefe de filas      |
| EBO - Cinzia      | Ferdi Van den Haute |
| Teka              | José Luis Abilleira |
| Frisol            | Fedor Den Hertog    |
| Zoppas - Splendor | Eric Leman          |
| Flandria - Velda  | Herman Van Springel |

## Etapas
| Etapa   | data        | Etapa                      | Km         | Vencedor da etapa                     | Líder da classificação geral |
| Prólogo | 27 de abril | Estepona                   | 3,2 (CRI)  | Dietrich Thurau Alemanha              | Dietrich Thurau Alemanha     |
| 1ª      | 28 de abril | Estepona                   | 135        | Joseph De Cauwer Bélgica              | Joseph De Cauwer Bélgica     |
| 2ª      | 29 de abril | Estepona-Priego de Córdoba | 224        | Roger Gilson Luxemburgo               | Joseph De Cauwer Bélgica     |
| 3ª      | 30 de abril | Priego de Córdoba-Jaén     | 177        | Theo Smit Países Baixos               | Joseph De Cauwer Bélgica     |
| 4ª      | 1 de Maio   | Jaén-Baza                  | 166        | Hennie Kuiper Países Baixos           | Javier Elorriaga Espanha     |
| 5ª      | 2 de Maio   | Baza-Cartagena             | 201        | Theo Smit Países Baixos               | Javier Elorriaga Espanha     |
| 6ª      | 3 de Maio   | Cartagena                  | 14 (CRI)   | Joaquim Agostinho Portugal            | Joaquim Agostinho Portugal   |
| 7ª      | 4 de Maio   | Cartagena-Murcia           | 136        | Ferdi Van den Haute Bélgica           | Joaquim Agostinho Portugal   |
| 8ª      | 5 de Maio   | Murcia-Almansa             | 219        | Georges Pintens Bélgica               | Joaquim Agostinho Portugal   |
| 9ª      | 6 de Maio   | Almansa-Nules              | 208        | Dietrich Thurau Alemanha              | Dietrich Thurau Alemanha     |
| 10ª     | 7 de Maio   | Castellón-Cambrils         | 226        | José Antonio González Linares Espanha | Dietrich Thurau Alemanha     |
| 11ª     | 8 de Maio   | Cambrils-Barcelona         | 151        | Antonio Vallori Itália                | Dietrich Thurau Alemanha     |
| 12ª     | 9 de Maio   | Pamplona-Logroño           | 168        | Gerben Karstens Países Baixos         | Dietrich Thurau Alemanha     |
| 13ª     | 10 de Maio  | Logroño-Palencia           | 209        | Dirk Ongenae Bélgica                  | Dietrich Thurau Alemanha     |
| 14ª     | 11 de Maio  | Paredes de Nava-Gijón      | 249        | Cees Priem Países Baixos              | Dietrich Thurau Alemanha     |
| 15ª     | 12 de Maio  | Gijón-Cangas de Onís       | 141        | Vicente López Carril Espanha          | Joaquim Agostinho Portugal   |
| 16ª     | 13 de Maio  | Cangas de Onís-Reinosa     | 156        | Dietrich Thurau Alemanha              | Joaquim Agostinho Portugal   |
| 17ª     | 14 de Maio  | Reinosa-Bilbau             | 183        | Arthur Van de Vijver Bélgica          | Hennie Kuiper Países Baixos  |
| 18ª     | 15 de Maio  | Galdácano-Santuario de Oro | 204        | Dietrich Thurau Alemanha              | Hennie Kuiper Países Baixos  |
| 19ªa    | 16 de Maio  | Murguía-San Sebastián      | 139        | Dirk Ongenae Bélgica                  | Hennie Kuiper Países Baixos  |
| 19ªb    | 16 de Maio  | San Sebastián              | 31,7 (CRI) | Dietrich Thurau Alemanha              | José Pesarrodona Espanha     |

## Classificações
| \| 1. \| José Pesarrodona \| Espanha \| KAS \| 93h 19' 10s \| \| \| 2. \| Luis Ocaña \| Espanha \| SUP \| a 1' 03s \| \| \| 3. \| José Nazabal \| Espanha \| KAS \| a 1' 41s \| \| \| 4. \| Dietrich Thurau \| Alemanha \| TIR \| a 1' 44s \| \| \| 5. \| Vicente López Carril \| Espanha \| KAS \| a 1' 50s \| \| \| 6. \| Hennie Kuiper \| Países Baixos \| TIR \| a 2' 00s \| \| \| 7. \| Joaquim Agostinho \| Portugal \| TEK \| a 3' 16s \| \| \| 8. \| Jozef Fuchs \| Suíça \| SUP \| a 3' 45s \| \| \| 9. \| Pedro Torres \| Espanha \| SUP \| a 4' 43s \| \| \| 10. \| José Antonio González Linares \| Espanha \| KAS \| a 7' 18s \| \| |                               |               |     |             |  |
| 1. | José Pesarrodona              | Espanha       | KAS | 93h 19' 10s |  |
| 2. | Luis Ocaña                    | Espanha       | SUP | a 1' 03s    |  |
| 3. | José Nazabal                  | Espanha       | KAS | a 1' 41s    |  |
| 4. | Dietrich Thurau               | Alemanha      | TIR | a 1' 44s    |  |
| 5. | Vicente López Carril          | Espanha       | KAS | a 1' 50s    |  |
| 6. | Hennie Kuiper                 | Países Baixos | TIR | a 2' 00s    |  |
| 7. | Joaquim Agostinho             | Portugal      | TEK | a 3' 16s    |  |
| 8. | Jozef Fuchs                   | Suíça         | SUP | a 3' 45s    |  |
| 9. | Pedro Torres                  | Espanha       | SUP | a 4' 43s    |  |
| 10. | José Antonio González Linares | Espanha       | KAS | a 7' 18s    |  |

| \| 1. \| Dietrich Thurau \| Alemanha \| TI \| 174 pontos \| \| 2. \| Javier Elorriaga \| Espanha \| SUP \| 174 pontos \| \| 3. \| Cees Priem \| Países Baixos \| FRI \| 171 pontos \| |                  |               |     |            |
| 1. | Dietrich Thurau  | Alemanha      | TI  | 174 pontos |
| 2. | Javier Elorriaga | Espanha       | SUP | 174 pontos |
| 3. | Cees Priem       | Países Baixos | FRI | 171 pontos |

| \| 1. \| Andrés Oliva \| Espanha \| KAS \| 112 pontos \| \| 2. \| Ludo Loos \| Bélgica \| EBO \| 110 pontos \| \| 3. \| Joaquim Agostinho \| Portugal \| TEK \| 97 pontos \| |                   |          |     |            |
| 1. | Andrés Oliva      | Espanha  | KAS | 112 pontos |
| 2. | Ludo Loos         | Bélgica  | EBO | 110 pontos |
| 3. | Joaquim Agostinho | Portugal | TEK | 97 pontos  |

| \| 1. \| Daniel Verplancke \| Bélgica \| FLA \| 34 pontos \| |                   |         |     |           |
| 1.                                                           | Daniel Verplancke | Bélgica | FLA | 34 pontos |

| \| 1. \| KAS - Campagnolo \| Espanha \| KAS \| 279h 44' 45s \| |                  |         |     |              |
| 1.                                                             | KAS - Campagnolo | Espanha | KAS | 279h 44' 45s |